# شهرستان دان، ویسکانسین
شهرستان دان، ویسکانسین (به انگلیسی: Dane County, Wisconsin) یک سکونتگاه مسکونی در ایالات متحده آمریکا است که در ویسکانسین واقع شده‌است.

## خصوصیات
شهرستان دان ۳٬۲۰۶٫۴۲ کیلومترمربع مساحت دارد.